# Fortunata y Jacinta (Benito Pérez Galdós)
Fortunata y Jacinta è un romanzo dello scrittore spagnolo Benito Pérez Galdós pubblicato nel 1887, facente parte del ciclo delle Novelas españolas contemporáneas. È considerata la migliore opera di Galdòs dalla gran parte della critica letteraria, e una delle più rappresentative del realismo spagnolo del XIX secolo insieme a La Regenta di Leopoldo Alas. Si svolge a Madrid nella seconda metà del secolo e racconta le vite di due donne di diversa estrazione sociale unite da un destino tragico.
Il romanzo è stato adattato al teatro da Ricardo López Aranda nel 1969 e portato al cinema da Angelino Fons nel 1970. Dieci anni dopo Televisión Española ha prodotto e trasmesso un adattamento al piccolo schermo del regista Mario Camus.